# ریچارد لاورنس ساینگ
ریچارد لاورنس میلینگتون ساینگ (به انگلیسی: Richard Laurence Millington Synge) ‏ (لیورپول، ۲۸ اکتبر، ۱۹۱۴ –  نوریچ، ۱۸ اوت، ۱۹۹۴)، بیوشیمیست انگلیسی‌ها بود و در سال ۱۹۵۲ جایزه نوبل شیمی را برای اختراع کروماتوگرافی به طور مشترک به همراه مارتین آرچر مشترک دریافت کرد.
او دوست نزدیک جان اچ هامفری بود. تحصیل خود را در وینچستر شروع کرد و به کالج، کمبریج رفت.